# Brædstrup (plaats)
Brædstrup is een plaats in de gemeente Horsens in de regio Midden-Jutland in Denemarken. Tot 2007 was het een zelfstandige gemeente in de toenmalige provincie Vejle. 

## Voormalige gemeente
De oppervlakte bedroeg 201,29 km². De voormalige gemeente Brædstrup telde in 2005 8728 inwoners. Op 1 januari 2007 is de gemeente Brædstrup samengevoegd. Met uitzondering van de Voerladegård-parochie is de gemeente Brædstrup opgegaan in de nieuwe gemeente Horsens, samen met de oude gemeenten Gedved en Horsens. 

## Plaats
De plaats Brædstrup telt 3387 inwoners (2007). De plaats ligt aan weg 52, ongeveer 15 km ten noordwesten van de stad Horsens.